# GeoMod
GeoMod es un modelo de simulación de cambios de uso del suelo en el software de Sistemas de Información Geográfica (SIG) TerrSet que simula la ganancia o pérdida de un uso de suelo durante un intervalo de tiempo especificado. El modelo solo simula la asignación espacial del cambio entre dos usos de suelo hacia delante o hacia atrás en el tiempo.

## Entradas de simulación
GeoMod requiere diferentes entradas para la simulación cambios de uso de suelo. Primero, el usuario tiene que especificar el tiempo inicial (tiempo 1) y final (tiempo 2) para la extensión temporal de la simulación, e identificar un paso de tiempo. El modelo también necesita una imagen de dos categorías de uso de suelo al tiempo inicial (por ejemplo: categoría de uso de suelo 1= urbano y categoría de uso de suelo 2= no urbano) que determina la transición a modelar (por ejemplo, no urbano a urbano) y la cantidad de cambio simulado. GeoMod también necesita un mapa de aptitud, que muestra la aptitud de cambio de cada pixel. Entre más alto el valor en el mapa de aptitud, el pixel es más apto para cambiar. Si el usuario no tiene un mapa de aptitud, GeoMod puede crear uno usando imágenes de una o más variables explicativas. Las variables son imágenes categóricas. Si la variable es continua, tal como elevación, la variable tiene que ser agrupada en categorías para ser usada por GeoMod.
GeoMod puede dividir el análisis entre estratos, esto hace que GeoMod se ejecute independientemente dentro de cada región. Si la cantidad de cambio simulado indica una ganancia neta de categoría de uso de suelo 2 en un estrato determinado, GeoMod asume una pérdida bruta nula en la categoría 2 durante la simulación, lo cual significa que GeoMod no simula ganancia y pérdida simultánea de una categoría individual dentro de un estrato. GeoMod asigna el cambio basado en varias reglas de decisión definidas por el usuario. Estas son discutidas en la sección 3. 

### Entradas opcionales
Además de las entradas de simulación obligatorias listadas arriba, hay varias entradas de datos opcionales adicionales.
1. Una imagen para enmascarar puede definir el área de estudio y distinguir entre esta y los pixeles de fondo.
2. Imágenes de variables explicativas pueden ser usadas para crear un mapa de aptitud.
3. Una imagen de referencia del momento final puede ser usada por GeoMod para simular la cantidad correcta de cambio.
4. Una imagen de los estratos puede ser incorporada, causando que GeoMod se ejecute independientemente dentro de cada región. GeoMod puede simular cambio de uso de suelo de categoría 1 a categoría 2 en un estrato y de categoría 2 a categoría 1 en otro. Si una imagen de estratificación es utilizada, el usuario tiene que especificar la cantidad de simulación de cambio para cada uno de los estratos individualmente.

## Análisis de Impacto Ambiental
GeoMod también puede analizar el impacto ambiental en los píxeles que sufren cambios dentro de un intervalo de tiempo especificado. Esta característica opcional requiere una imagen que muestre el recurso ambiental de interés, una imagen que muestre la proporción del impacto potencial del recurso ambiental de interés y una imagen que muestre la proporción del impacto simulado el impacto potencial. Si las dos últimas imágenes no están disponibles. Se puede utilizar una proporción fija para toda el área de estudio.

## GeoMod Reglas de Decisión para la Asignación de Cambio

### Regla 1
La primera regla de decisión es obligatoria y asume un cambio unidireccional, hacia adelante o hacia atrás en el tiempo dentro de cada estrato. El modelo determina que categoría experimenta un incremento neto y luego simula la ganancia bruta en esa categoría y la pérdida bruta nula de esa categoría.

### Regla 2
La segunda regla de decisión es opcional y se refiere a la estratificación regional. Esta regla permite el cambio de categoría 1 a categoría 2 en un estrato y de categoría 2 a categoría 1 en otro estrato. Cuando se utiliza la estratificación regional, el usuario tiene que especificar la cantidad de pixeles en cada categoría en el tiempo final en cada estrato. 

### Regla 3
La tercera regla de decisión también es opcional y se enfoca en el modo de búsqueda de vecinos. GeoMod puede limitar geográficamente la asignación de cambio de suelo a pixeles que están en el borde entre la categoría 1 y categoría 2. El modelo aplica un ancho de búsqueda mínimo, definido por el usuario para restringir adonde se produce el cambio simulado. 

### Regla 4
La cuarta regla de decisión también es opcional y se enfoca en el mapa de aptitudes. Cuando se simula la transición de la categoría 1 a la categoría 2, GeoMod simula el cambio de categoría 1 a pixeles que tienen el valor más alto de aptitud.

## Validación
La validación de patrones muestra como el cambio simulado se compara con el cambio de referencia, para los casos en que un mapa de referencia está disponible para su validación. Un enfoque visual hace uso del módulo CROSSTAB en el SIG software de TerrSet comparando tres mapas simultáneamente: mapa de referencia del tiempo inicial, mapa de referencia del tiempo final y el mapa simulado del tiempo final. Adicionalmente, la curva de Característica de Operación Total, referida como la curva TOC por sus iniciales en inglés, puede ser usada para comparar el mapa de aptitud con el mapa del cambio de referencia.

## Otras Lecturas
1. Chen, Hao and Robert Gilmore Pontius Jr. (2011). Sensitivity of a land change model to pixel resolution and precision of the independent variable. Environmental Modeling & Assessment 16: 37-52.
2. Chen, Hao and Robert Gilmore Pontius Jr. (2010). Diagnostic tools to evaluate a spatial land change projection along a gradient of an explanatory variable. Landscape Ecology 25: 1319-1331.
3. Dushku, A., & Brown, S. (2003, October). Spatial modeling of baselines for LULUCF Carbon projects: The GEOMOD modeling approach. In 2003 International Conference on Topical Forests and Climate Change:" Carbon Sequestration and the Clean Development Mechanism (Vol. 39).
4. Menon, Shaily, Robert Gilmore Pontius Jr, Joseph Rose, M L Kahn, and Kamal S Bawa. (2001). Identifying conservation priority areas in the tropics: a land-use change modeling approach. Conservation Biology 15(2): 501-512.
5. Pontius, R. G., Boersma, W., Castella, J. C., Clarke, K., de Nijs, T., Dietzel, C., ... & Koomen, E. (2008). Comparing the input, output, and validation maps for several models of land change. The Annals of Regional Science, 42(1), 11-37.
6. Pontius Jr, Robert Gilmore and Neeti Neeti. (2010). Uncertainty in the difference between maps of future land change scenarios. Sustainability Science 5: 39-50.
7. Pontius Jr, Robert Gilmore and Silvia Petrova. (2010). Assessing a predictive model of land change using uncertain data. Environmental Modeling & Software 25(3): 299-309.
8. Pontius Jr, Robert Gilmore, Wideke Boersma, Jean-Christophe Castella, Keith Clarke, Ton de Nijs, Charles Dietzel, Zengqiang Duan, Eric Fotsing, Noah Goldstein, Kasper Kok, Eric Koomen, Christopher D. Lippitt, William McConnell, Alias Mohd Sood, Bryan Pijanowski, Snehal Pithadia, Sean Sweeney, Tran Ngoc Trung, A. Tom Veldkamp, and Peter H. Verburg. (2008). Comparing the input, output, and validation maps for several models of land change. The Annals of Regional Science 42(1): 11-47.
9. Pontius Jr, Robert Gilmore, Anna J Versluis and Nicholas R Malizia. (2006). Visualizing certainty of extrapolations from models of land change. Landscape Ecology 21(7): 1151-1166.
10. Pontius Jr, Robert Gilmore and Joseph Spencer. (2005). Uncertainty in extrapolations of predictive land change models. Environment and Planning B: Planning and Design 32:211-230.
11. Pontius Jr, Robert Gilmore and Pablo Pacheco. (2004). Calibration and validation of a model of forest disturbance in the Western Ghats, India 1920 - 1990. GeoJournal 61(4): 325-334.
12. Pontius Jr, Robert Gilmore, Aditya Agrawal and Diana Huffaker. 2003. Estimating the uncertainty of land-cover extrapolations while constructing a raster map from tabular data. Journal of Geographical Systems 5(3): 253-273.
13. Rashmi, M. K., & Lele, N. (2010). Spatial modeling and validation of forest cover change in Kanakapura region using GEOMOD. Journal of the Indian Society of Remote Sensing, 38(1), 45-54.